# Jeux olympiques à la télévision
 (juin 2025).
Si vous disposez d'ouvrages ou d'articles de référence ou si vous connaissez des sites web de qualité traitant du thème abordé ici, merci de compléter l'article en donnant les références utiles à sa vérifiabilité et en les liant à la section « Notes et références ».

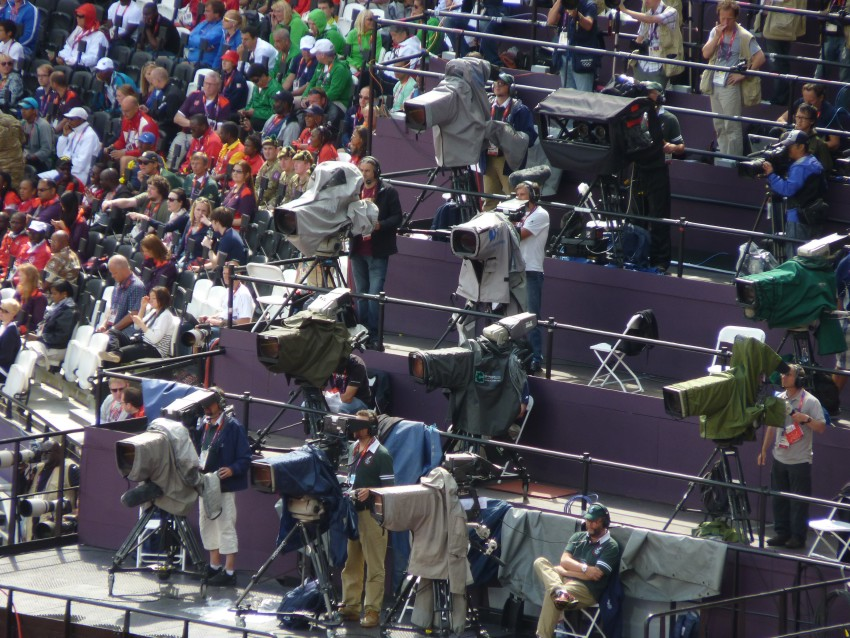
Caméras de télévision lors des Jeux olympiques d'été de 2012 à Londres

La retransmission télévisuelle des Jeux olympiques concerne la  retransmission des compétitions olympiques grâce à la télévision.
C'est lors des Jeux Olympiques de Berlin de 1936 que la diffusion télévisée des Jeux débute véritablement, à des fins de propagande d'idéologie nazie. L'ampleur de cette diffusion prend une autre dimension avec le développement de l'Eurovision à Cortina d'Ampezzo, en 1956, et à Rome en 1960. La mondiovision apparait à Tokyo en 1964 puis à Grenoble en 1968.

## Éléments généraux

### Comité international olympique, détenteur de tous les droits
La retransmission télévisuelle est le moyen permettant la plus large diffusion des Jeux olympiques à travers le monde. Le CIO (Comité international olympique) détient les droits télévisuels des Jeux olympiques (incluant la retransmission à la télévision, la radio, sur téléphones mobiles et sur Internet) et est responsable de l'attribution des droits de retransmission aux diffuseurs dans le monde.
La retransmission télévisuelle des Jeux olympiques permet de financer et de promouvoir les jeux olympiques ainsi que leurs valeurs accroissant leur popularité dans le monde.

### La politique de retransmission du CIO
La politique de retransmission du CIO est établie par la Charte olympique, qui est la codification des principes fondamentaux, règles et textes d'application adoptés par le comité. La charte stipule que « le CIO prend toutes les mesures nécessaires afin d'assurer aux Jeux olympiques la couverture la plus complète par les différents moyens de communication et d'information ainsi que l'audience la plus large possible dans le monde ».

## Historique

### De 1936 à 2006
- 1936 : 1re retransmission télévisée des Jeux olympiques, au service de la propagande nazie.

C'est la première fois qu'une partie des Jeux olympiques est retransmise à la télévision en Allemagne dont la cérémonie d'ouverture des Jeux olympiques d'été de 1936, qui a lieu à Berlin et présidée par le chancelier Adolf Hitler.
- 1956 : Première retransmission des Jeux olympiques d'hiver en Eurovision.

Les Jeux olympiques d'hiver de 1956 à Cortina d'Ampezzo, en Italie, furent la première retransmission des Jeux olympiques d'hiver et en Eurovision, diffusés en direct à la télévision en Europe.
- 1960 : 1re retransmission internationale

Les Jeux olympiques d'été de 1960 à Rome sont les premiers Jeux olympiques d'été à être retransmis en direct à la télévision internationale via l'Eurovision (17 pays pour des droits de diffusion de 470 millions de lires). 93 heures de diffusion sont assurées par l'Eurovision. En Europe de l'Est, l'Intervision couvre l'événement pour la Hongrie, l'Allemagne de l'Est, la Pologne et la Tchécoslovaquie tandis qu'aux États-Unis, la CBS diffuse l'évènement (394 000 dollars de droits).
- 1964 : 1re retransmission par satellite et en mondovision

Les Jeux olympiques d'été de 1964 à Tokyo marquent un nouveau tournant avec la diffusion des épreuves dans l'ensemble des continents. L’événement est ainsi largement diffusé et regardé par environ 800 millions[réf. nécessaire] de téléspectateurs. Cette retransmission est permise grâce à un système de mondovision.
- 1968 : 1re retransmission en couleur

Les Jeux olympiques d'hiver de 1968 à Grenoble ont été retransmis en couleur pour la première fois dans le monde entier en mondovision en direct.
- 1992 : retransmission en haute définition

L’organisme de radiotélévision olympique 92 (consortium coordonné par les chaînes publiques françaises France Télévision) a créé à l'occasion des Jeux olympiques d'hiver de 1992 d'Albertville, une chaîne éphémère Euro HD diffusée localement et par satellite - reprise par certains réseaux câblés - (qui visait à promouvoir la télévision haute définition au format HD Mac diffusé en D2MAC).
- 2000 : apparition de la vidéo sur internet

Pour les Jeux olympiques d'été de 2000, Canal+ gère un dispositif satellite depuis Sydney. Cela permet à France Télévisions de diffuser une partie des compétitions des Jeux olympiques (15 chaînes différentes) sur france2.fr[réf. nécessaire] Cette nouveauté permet aux internautes de revoir les compétitions à toute heure de la journée.
- 2006: Première diffusion en Afrique subsaharienne

Les Jeux olympiques d'hiver de 2006, à Turin ont la particularité d'avoir été retransmis en Afrique subsaharienne, pour la première fois dans l'histoire des Jeux olympiques d'hiver.[réf. nécessaire]
Après un accord dont la signature a été annoncée par le CIO dans un communiqué[réf. nécessaire], Canal France International (CFI) a été chargé de diffuser les Jeux olympiques d'hiver de 2006 dans 40 pays africains, parmi lesquels l'Angola, l'Éthiopie, le Nigeria, le Sénégal, la Tanzanie… Des émissions quotidiennes conçues spécialement pour un public africain étaient proposées gratuitement aux diffuseurs.[réf. nécessaire]
La programmation sur mesure comprenait les temps forts de chaque journée des Jeux, la cérémonie de clôture, une rétrospective des meilleurs moments des Jeux et la campagne mondiale de promotion du CIO « célébrons l'humanité ».
En vertu de l'accord, l'Organisme de Radio-Télévision Olympique de Turin (TOBO) produisait les programmes et fournissait les commentaires en anglais, tandis que le CFI se chargeait des commentaires en français et de la distribution du signal. Par ailleurs, le CIO a également conclu des arrangements pour la retransmission des Jeux olympiques d'hiver de 2006 en Afrique du Nord et en Afrique du Sud.

### De 2008 à aujourd'hui

#### Les Jeux olympiques d'été de 2008 à Pékin

##### Diffuseurs français
Pour les Jeux olympiques d'été de 2008, un vaste réseau de retransmission est mis en place en France. En effet, France 2, France 3, France 4 et Canal+ couvrent ces Jeux olympiques avec plus de quinze heures de direct par jour en moyenne avec des pointes à dix-huit heures.
Chaque jour, un total de plus de 15 heures de direct par jour ont été proposées, avec des émissions spéciales pour commenter les résultats de la journée. De 3 h du matin à 18 h environ, France 2 et France 3 mobilisent au total près de quatre cents personnes pour diffuser les épreuves. À 18 h 45, France 2 propose un rendez-vous quotidien, Un jour à Pékin, faisant le point sur les résultats des événements de la journée. France 3 en fait de même à 20 h 10 avec le journal des Jeux. De son côté, Canal Plus (300 personnes), qui prend l’antenne dès 2 h, propose trois tranches en clair de 6 h 55 à 8 h 35, de 12 h 30 à 14 h et le soir de 18 h 50 à 20 h 50, avec à 19 h 10 une émission, Beijing soir, présentée depuis Paris par Hervé Mathoux. France 4 diffuse essentiellement le tournoi de football. La cérémonie d’ouverture est retransmise sur France 2 à 14 h et en crypté sur Canal Plus à partir de 13 h 45.

##### Audiences
Le nombre de retransmissions radiotélévisées des JO de Pékin a dépassé de deux fois celles enregistrées lors des JO d'Athènes. Il s'agit de la retransmission radiotélévisée à la plus grande échelle jamais vue dans l'histoire du mouvement olympique.[réf. nécessaire]
Lors d'une conférence de presse, Timo Lumme, chef du département de marketing du CIO, a précisé que 800 millions de téléspectateurs chinois avaient suivi à la télévision la cérémonie d'ouverture des JO de Pékin. L'envergure des retransmissions radiotélévisées et le nombre de spectateurs de la cérémonie d'ouverture ont dépassé ceux enregistrés lors des Jeux olympiques de Sydney et d'Athènes. De plus, le taux d'audience télévisée est également très élevé dans le monde.[réf. nécessaire]
Concernant les retransmissions radiotélévisées pour les épreuves sportives olympiques des JO de Pékin, le taux d'audience télévisée de NBC a battu le 16 août le record aux États-Unis depuis 18 ans[réf. nécessaire]. Plus de 40 millions de téléspectateurs américains ont ainsi suivi la retransmission en direct de l'épreuve dans laquelle le nageur américain Michael Phelps a décroché sa 8e médaille d'or à ces JO. En Chine, plus de 1 milliard de téléspectateurs ont suivi la retransmission[Laquelle ?] en direct. La CCTV (télévision centrale chinoise) a mobilisé ses neuf chaînes pour retransmettre en direct les compétitions olympiques. En Chine, plus de 1,2 milliard de spectateurs ont suivi les épreuves sportives sur Internet. À travers le monde, le CIO a mis en place un canal de diffusion en ligne dans 77 pays et régions, y compris la Corée du Sud, l'Inde, le Nigeria et l'Indonésie. Concernant le site Internet officiel du CIO, le nombre de visites des internautes a créé un record historique durant cette période, et a dépassé le chiffre connu durant les JO d'Athènes.
Dans le monde, 4,5 milliards de spectateurs[réf. nécessaire] peuvent voir les épreuves concernées et recevoir des informations relatives aux Jeux. Dans certaines régions en développement comme l'Afrique subsaharienne et les Caraïbes, grâce à la coopération des détenteurs de droits de retransmission de ces régions respectives, la quantité des retransmissions des JO de Pékin a doublé par rapport à celle réalisée durant les JO d'Athènes.
Les Jeux olympiques d'été de 2024 à Paris
Pour l'édition 2024 des Jeux Olympiques se déroulant à Paris, France Télévisions met en place un dispositif exceptionnel. Le trajet de la flamme olympique est diffusé en direct et en intégralité sur la plate-forme France.tv. Des émissions sont également organisées en collaboration avec des personnalités d'internet à l'instar de la journée "Aux jeux streamers"